# Yann Danis
Yann Danis (* 21. Juni 1981 in Saint-Jérôme, Québec) ist ein ehemaliger kanadischer Eishockeytorwart.

## Karriere
Yann Danis begann seine Karriere als Teenager in unterklassigen Juniorenligen in seiner Heimatprovinz Québec sowie in der Provinz Ontario, wo er mehrere Auszeichnungen für seine guten Leistungen erhielt. Nach seinem Schulabschluss wurden ihm im Jahr 2000 von sechs Universitäten Eishockey-Stipendien angeboten und er entschied sich für die Brown University im US-Bundesstaat Rhode Island.
In der College-Mannschaft, den Brown Bears, etablierte er sich in seinem zweiten Jahr als Stammtorhüter und wurde von der regionalen Universitätsliga ECAC Hockey in den folgenden zwei Spielzeiten in das Second All-Star Team gewählt. Den Höhepunkt seiner Studienzeit erlebte er in der Saison 2003/04, als er die Auszeichnungen als bester Spieler und bester Torhüter der ECAC erhielt und zudem von der nationalen College-Liga NCAA in das East First All-American Team gewählt wurde. Hinzu kam die Nominierung für den Hobey Baker Memorial Award.
Im Frühjahr 2004 beendete Danis sein Studium mit einem Abschluss in Privat- und Staatswirtschaft und unterschrieb wenig später seinen ersten Profivertrag bei den Montréal Canadiens aus der NHL. Für deren Farmteam, die Hamilton Bulldogs, kam er bis zum Saisonende noch zweimal in der AHL zum Einsatz, konnte beide Spiele gewinnen und blieb einmal ohne Gegentreffer.
In der Saison 2004/05 war er Stammtorhüter der Bulldogs und überzeugte durch gute Leistungen in seiner ersten Spielzeit. Im Jahr darauf kam er zu seinen ersten Einsätzen in der NHL, als er das Tor der Canadiens in sechs Spielen hütete. Die meiste Einsatzzeit bekam er aber weiterhin in der AHL bei Hamilton, wo er genauso wie die gesamte Mannschaft Schwächen zeigte und am Ende die Qualifikation für die Playoffs verpasste. Trotzdem wurde er im Februar 2006 zum AHL All-Star Classic eingeladen und erhielt zusammen mit Wade Flaherty die Auszeichnungen als MVP des All-Star Spiels.
In der Saison 2006/07 spielte Danis als Stammtorhüter zusammen mit Jaroslav Halák im Tor der Bulldogs und sie qualifizierten sich wieder für die Endrunde. Danis hatte während der Saison jedoch nur durchschnittliche Leistungen gezeigt und wurde kurz vor den Playoffs vom 19-jährigen Carey Price abgelöst, der die Mannschaft zum Gewinn des Calder Cup führte.
Die folgende Spielzeit war ein weiterer Rückschritt. Zwar erhielt Danis die meiste Eiszeit aller Torhüter in Hamilton, konnte sich aber gegenüber der teaminternen Konkurrenz nicht durchsetzen. Zudem erreichte die Mannschaft die Playoff-Ränge nicht. In der Folge wurde sein Vertrag nicht verlängert.
Im Juli 2008 verpflichteten ihn die New York Islanders, die ihn zu Beginn der Saison 2008/09 zu ihrem Farmteam, den Bridgeport Sound Tigers, schickten. Dort konnte er wieder seine alte Form zurückgewinnen und als sich der Stammtorhüter der Islanders, Rick DiPietro, verletzte, wurde Danis in den NHL-Kader berufen.
Nachdem er in der Spielzeit 2009/10 Back-Up von Martin Brodeur bei den New Jersey Devils war, wurde er im Juli 2010 von Amur Chabarowsk aus der Kontinentalen Hockey-Liga verpflichtet.
Am 4. Juli 2011 unterzeichnete Danis einen Kontrakt für ein Jahr bei den Edmonton Oilers. Für die Saison 2013/14 wurde er von den Philadelphia Flyers mit einem Zweiweg-Vertrag ausgestattet. Nachdem dieser nicht verlängert worden war, verbrachte er die Spielzeit 2014/15 in Norfolk und Hartford, ehe er sich im Juli 2015 für ein Jahr den New Jersey Devils anschloss und dort ebenfalls in der AHL für die Albany Devils spielte. Einen weiterführenden Vertrag erhielt er von den Devils nicht, sodass er sich seit Juli 2016 auf der Suche nach einem neuen Arbeitgeber befand. Diesen fand er im Oktober 2016 in den St. John’s IceCaps, die ihn mit einem reinen AHL-Vertrag ausstatteten.

## Erfolge und Auszeichnungen
| - 2000 COJHL All-Rookie Team - 2002 ECAC Second All-Star Team - 2003 ECAC Second All-Star Team - 2004 ECAC First All-Star Team - 2004 ECAC Player of the Year - 2004 ECAC Goaltender of the Year - 2004 NCAA East First All-American Team | - 2006 Teilnahme am AHL All-Star Classic - 2006 AHL All-Star Classic MVP (gemeinsam mit Wade Flaherty) - 2007 Calder-Cup-Gewinn mit den Hamilton Bulldogs - 2012 Teilnahme am AHL All-Star Classic - 2012 AHL First All-Star Team - 2012 Aldege „Baz“ Bastien Memorial Award - 2016 Teilnahme am AHL All-Star Classic |